# راجترنگنی

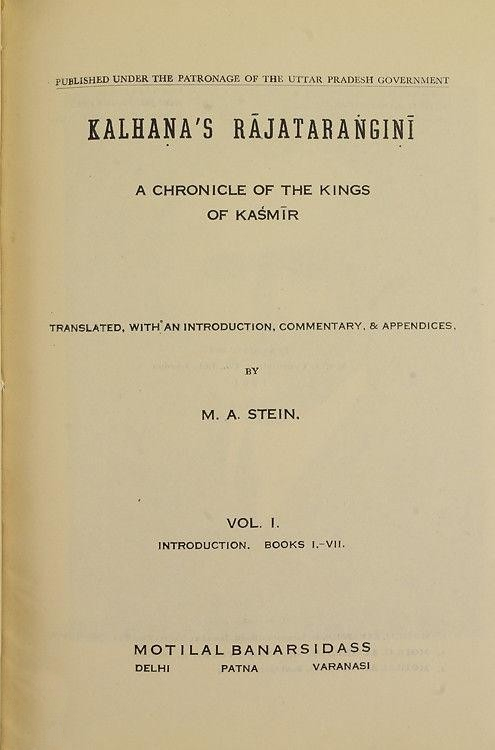
نگاره‌ای از صفحهٔ ابتدایی کتاب رَاجَتَرَنْگِنِی

رَاجَتَرَنْگِنِی (سانسکریت: राजतरङ्गिणी، آوانگاری: Rājataraṅgiṇī، ت. «به معنی رود پادشاهان») کتابی است نوشته پاندیت کلهن پیرامون تاریخ پادشاهان شمال غرب هند بخصوص کشمیر. این کتاب در دوران زین العابدین شاهمیری پادشاه دودمان شاهمیری هند به فارسی بازگردانده شد. وی فارسی را نیز در کشمیر به زبان رسمی دیوانی مبدل ساخت.